# European Architecture Students Assembly
EASA (del inglés European Architecture Students Assembly o Asamblea Europea de Estudiantes de Arquitectura en castellano) fue fundada en 1981 por estudiantes de arquitectura, entre los que se encontraban Geoff Haslam y Richard Murphy, y está vinculada al concepto de escuela de invierno, que organiza talleres similares en Reino Unido para estudianes de arquitectura. EASA se celebra cada verano en un país diferente, tiene una duración aproximada de dos semanas y es organizado por estudiantes de arquitectura para estudiantes de arquitectura bajo una mecánica colaborativa. Normalmente un número de participantes en torno a los 400 estudiantes asisten cada verano a EASA para la realización de talleres, exposiciones, conferencias y eventos sociales realizados en torno a un tema específico. Estos eventos son organizados por una combinación de profesionales y estudiantes, y abarca una amplia variedad de actividades cuya temática gira en torno a la arquitectura. El evento es financiado a través de tasas de participación (que varían según las posibilidades económicas de cada país, ayudas y patrocinadores.
EASA tiene una estructura no formal por la cual cada evento es organizado por un comité del país organizador con la colaboración de Contactos Nacionales (NC's del inglés National Contacts) que garantiza que cada evento sea apoyado por parte de todos los países participantes. Los estudiantes participantes provienen de más de 40 países europeos, aunque recientemente se han admitido participaciones de estudiantes de Estados Unidos, Latinoamérica, India, Asia y Australia
La lengua de comunicación para la realización de estos eventos es inglés.

## Talleres de verano EASA
- 1981 Liverpool, Inglaterra: Starting up the EASA Experience
- 1982 Delft, Países Bajos: Architecture of an Uncertain Future
- 1983 Lisboa Portugal: Social Spaces
- 1984 Aarhus, Dinamarca: Turning point in Architecture
- 1985 Atenas, Grecia: Interpretation and Action in the City
- 1986 Turín, Italia: Architecturi Latenti
- 1987 Helsinki, Finlandia: Architecture and Nature
- 1988 Berlín, Alemania: The Dimension Between
- 1989 Marsella, Francia: Heritage et Creativé
- 1990 Karlskrona, Suecia: Exploration
- 1991 Verjoturie y Kolomna, URSS: Regeneration

(Esta asamblea fue celebrada en dos lugares)
- 1992 Ürgüp, Turquía: Vision 2000 Environment
- 1993 Sandwick, Escocia: The Isle
- 1994 Lieja, Bélgica: Consommer l'Inconsumable
- 1995 Zamość, Polonia: Beyond the Borders
- 1996 Clermont l'Herault, Francia: Dream Builders!
- 1997 The Train, Escandinavia: Advancing Architecture

(Esta asamblea fue realizada a bordo de un tren a través de Dinamarca, Suecia, y Noruega) 
- 1998 LavValetta, Malta: Living on the Edge
- 1999 Kavala, Grecia: Osmosis
- 2000 Amberes y Róterdam, Bélgica/Países Bajos: Dis-Similarities
- 2001 Gökceada, Turquía: No Theme
- 2002 Vis, Croacia: Senses
- 2003 Friland, Dinamarca: Sustainable Living
- 2004 Roubaix, Francia: Metropolitain - Micropolitain,
- 2005 Berguen, Suiza: Trans, Transit, Transition.
- 2006 Budapest, Hungría: Common Places
- 2007 Elefsina, Grecia: City Index
- 2008 Dublín-Letterfrack, Irlanda: Adaptation
- 2009 Darfo Boario Terme, Italia: SupermARCHet
- 2010 Mánchester, Reino Unido: ID
- 2011 Cádiz, España: deCOASTruction
- 2012 Helsinki, Finlandia: Wastelands
- 2013 Zuzemberk, Eslovenia: Reaction
- 2014 Veliko Tărnovo, Bulgaria: Symбиоза
- 2015 Valletta, Malta: Links
- 2016 Nida, Lituania: Not Yet Decided
- 2017 Fredericia, Dinamarca: Hospitality
- 2018 Rijeka, Croacia: RE:EASA
- 2019 Villars, Suiza: Tourist

### INCM
INCM (del inglés Intermediate National Contact Meeting o Encuentro intermedio de Contactos Nacionales en castellano)es un encuentro de los Contactos Nacionales realizado cada año en otoño. Estos encuentros son el evento principal, junto con los talleres de verano, para mantener la continuidad de EASA. Ha habido encuentros memorables como el INCM Berlín, donde el Lichterfelder statement fue realizado. El Lichterfelder statement más tarde se convertiría en la "guía EASA", que es actualizada cada año en estos encuentros.
- 1982 Sarajevo, Yugoslavia
- 1983 Msida, Malta
- 1984
- 1985 Barcelona, España
- 1986 Viena, Austria
- 1987 Budapest, Hungría
- 1988 Oslo, Noruega
- 1989 Cracovia, Polonia
- 1990 Plovdiv, Bulgaria
- 1991 Berlín, Alemania (Lichterfelder statement)
- 1992 Turín, Italia
- 1993 Liubliana, Eslovenia
- 1994 Tallin, Estonia
- 1995 Zúrich, Suiza
- 1996 Estambul, Turquía
- 1997 Sinaia, Rumanía
- 1998 Sandomierz, Polonia
- 1999 Mannheim, Alemania
- 2000 Tal-Fanal, Gozo, Malta
- 2001 Berlín, Alemania
- 2002 Bornholm, Dinamarca
- 2003 Liubliana, Eslovenia
- 2004 Belgrado, Serbia
- 2005 Brighton, Reino Unido
- 2006 Moscú, Rusia
- 2007 Motovun, Croacia
- 2008 Nicosia, Chipre
- 2009 Schaan, Liechtenstein
- 2010 Copenhague, Dinamarca
- 2012 Viena, Austria
- 2013 Bucarest, Rumanía
- 2014 Berlín, Alemania
- 2015 Glasgow-Forres, Escocia
- 2016 Madrid, España
- 2017 Lapland, Finlandia
- 2018 Vitosha, Bulgaria
- 2019 Trpejca, Macedonia

### SESAM
SESAM (del inglés, Small European Architecture Students Assembly o Pequeña Asamblea Europea de Estudiantes de Arquitectura en castellano) es un evento organizado por la red EASA. Al igual que la idea básica de EASA, SESAM pretende ser un complemento o alternativa a la educación de los estudiantes. La independencia y el carácter extra-universitario proporciona al evento de una atmósfera informal. SESAM es un taller con un reducido número de participantes, lo cual le infiere un carácter concentrado para trabajar en torno a un tema concreto. El primer SESAM nació tras varios eventos similares celebrados en Italia, Países Bajos, Checoslovaquia, etc, en la ciudad de Villafamés durante el mes de octubre de 1992 con 50 participantes.
Posteriormente al SESAM de Villafamés se han organizados dos eventos más de similares características en España. En el año 1995 en la ciudad de Bocairent y en septiembre de 1998 en la ciudad de Valencia bajo el título "from Metropolis to Telepolis: historical centers vs globalization"

## Umbrella
Umbrella (o Paraguas en castellano) es una actividad desarrollada cada año, durante el EASA, en uno de los talleres y su actividad está dedicada a cubrir el evento informando acerca de las diferentes actividades y talleres en ediciones con formato de periódico. Este taller y por lo tanto el periódico se llaman Umbrella o la traducción de la palabra a la lengua local. Este periódico se publica normalmente a diario y ha formado parte de EASAdesde los primeros 80. En los últimos años, el taller Umbrella también viene cubriendo el evento con la ayuda de videos bajo el nombre de EASA TV.

## Galerías fotográficas
- Jelk's EASA page Archivado el 9 de octubre de 2007 en Wayback Machine.
- Marko's EASA Page Archivado el 3 de febrero de 2010 en Wayback Machine.
- Flickr
- ...more photo links

- Datos: Q718864